# Poieni-Solca
Poieni-Solca – wieś w Rumunii, w okręgu Suczawa, w gminie Poieni-Solca. W 2011 roku liczyła 1629 mieszkańców. 